# Доминик Ийстуик
Доминик Ийстуик (на английски: Dominique Eastwick) е американска писателка на произведения в жанра любовен роман и фентъзи.

## Биография и творчество
Доминик Ийстуик е родена в Бостън, Масачузетс, САЩ. Отраства и живее в Кий Уест, Сан Диего и Далас.
Първият ѝ роман „Hunting JC“ от поредицата „Семейство Шърман“ е публикуван през 2010 г.
Доминик Ийстуик живее със семейството си в Роли, Северна Каролина.

## Произведения

### Самостоятелни романи
- Hot Burning Love (2014)
- The Billionaire Trap (2018)

### Серия „Семейство Шърман“ (Sherman Family)
1. Hunting JC (2010)
2. Kissing the Bridesmaid (2012)
3. Kissing the Tycoon (2014)
4. Tony's Haven (2015)
5. Killing Lucas (2015)
6. Spencer's Chance (2015)
7. Taming Trent (2018)

### Серия „Домът на лордовете“ (House of Lords)
1. The Duke and the Virgin (2014)
Херцогът и девицата, фен-превод
2. The Marquis and the Mistress (2014)
3. The Earl and His Virgin Countess (2014)
4. The Viscount and the Heiress (2017)

### Серия „Йелоустоун“ (Shifters of Yellowstone)
1. Bear with Me (2016)
2. Bearing the Hunger (2017)
3. An Alpha's Second Chance (2018)

### Участие в общи серии с други писатели

#### Серия „Виенска къща“ (Wiccan Haus)
1. Shifting Hearts (2011)
4. Siren's Serenade (2015)
13. Healing His Soul's Mate (2016)
17. Breaking the Mating Bond (2016)
19. Healing Harvest (2017)

#### Серия „1Нощ“ (1Night Stand)
29. Strawberry Kisses (2011)

#### Серия „Вълци от черните хълмове“ (Black Hills Wolves)
20. Infiltrating her Pack (2015)
56. The Virgin's Infiltrator (2016)

#### Серия „Зодиак“ (Zodiac Shifters)
- Her Billionaire Lion: Leo (2017)
- Shot Through the Heart: Libra (2017)
- Prowling for His Mate: Leo (2018)

#### Серия „Изгрява гореща луна“ (Hot Moon Rising)
8. Second Chance Desire (2017)